# Том и Хък
„Том и Хък“ (на английски: Tom and Huck) е американска приключенска трагикомедия от 1995 г., базиран на романа „Приключенията на Том Сойер“ от 1876 г., написан от Марк Твен, и участват Джонатан Тейлър Томас и Брад Ренфро. Филмът е режисиран от Питър Хюит, и е продуциран/ко-написан от Стивън Сомърс, който работеше по адаптацията на романа „Приключенията на Хъкълбери Фин“ от 1884 г. на Марк Твен – „Приключенията на Хък Фин“ на Дисни от 1993 г. Филмът е пуснат в Северна Америка на 22 декември 1995 г.